# 13395 Deconihout
13395 Deconihout este un asteroid din centura principală de asteroizi.

## Descriere
13395 Deconihout este un asteroid din centura principală de asteroizi. A fost descoperit pe 10 septembrie 1999 la Saint-Michel-sur-Meurthe de Laurent Bernasconi. Asteroidul prezintă o orbită caracterizată de o semiaxă mare de 2,28 ua, o excentricitate de 0,19 și o înclinație de 3,1° în raport cu ecliptica.